# وویچیخوویتسه (شهرستان اوپاتوف)
وویچیخوویتسه (به لاتین: Wojciechowice) یک روستا در لهستان است که در گمینا وویچیخوویتسه واقع شده‌است. وویچیخوویتسه ۳۲۴ نفر جمعیت دارد.